# Annamalai Nagar
Annamalai Nagar é uma panchayat (vila) no distrito de Cuddalore, no estado indiano de Tamil Nadu.

## Demografia
Segundo o censo de 2001,  Annamalai Nagar  tinha uma população de 8974 habitantes. Os indivíduos do sexo masculino constituem 41% da população e os do sexo feminino 59%. Annamalai Nagar tem uma taxa de literacia de 82%, superior à média nacional de 59.5%; com 41% para o sexo masculino e 59% para o sexo feminino. 8% da população está abaixo dos 6 anos de idade.